# 윤성빈
윤성빈(尹誠彬, 1994년 5월 23일~)은 대한민국의 전직 스켈레톤 선수이다. 2018년 동계 올림픽에서 아시아·대한민국 최초로 썰매 종목에서 올림픽 메달을 획득하였다.

## 생애

### 스켈레톤 입문 이전
경상남도 남해군에서 태어난 그는 엘리트 스포츠 경험이 전무하여 대한민국에서 특이한 케이스로 통한다. 아버지는 배구 선수였으나 일찍 여의었고, 어머니는 탁구 선수였다. 윤성빈은 남서울중학교를 졸업한 뒤 신림고등학교에 입학했다. 고1까지 그저 평범한 학생이었지만, 운동을 좋아했다. 구기 종목을 비롯해 일반 체육 모두에서 능했다. 중학교 시절 잠시 배드민턴을 배운 적이 있는데, 방과 후 배드민턴을 즐기던 교사들이 윤성빈을 불러 함께 치곤 했다. 그런 그를 눈여겨본 건 당시 신림고등학교 체육교사 겸 농구팀 감독이자 서울특별시 봅슬레이스켈레톤연맹 이사였던 김영태였다. 자신이 담당한 고등학교 내의 체대 입시반에 그를 합류시켰다. 제자리멀리뛰기, 팔굽혀펴기, 단거리 등 체육대학교 입시에 필요한 기초 체력을 테스트 했는데 앞서 준비한 학생보다 월등하게 앞섰다. 하다 못해 마찬가지로 자신이 담당하던 농구반에 합류시켜 연습 경기를 뛰게 했는데 배우지도 않은 농구에서 존재감을 보였다. 178cm의 키에 서전트 점프로 농구 골대를 잡을 정도로 신체 탄력이 좋았던 것이다.
김영태 교사는 연세대학교 대학원 동문이자 대한민국 썰매 종목의 개척자인 강광배 한국체육대학교 교수에게 윤성빈을 추천했다. 당시 한국체육대학교의 초빙교수로 갓 강단에 나서기 시작했던 강광배는 대한민국의 2018년 동계 올림픽 유치 성공에 맞춰 한국체육대학교 썰매 팀을 창단해 가능성 있는 인물을 물색 중이었다. 그는 윤성빈의 운동 신경을 테스트하게 되지만, 첫 인상은 그리 대단하지는 않았다. 윤성빈은 톱 10에 조차 들지 못하는 결과를 내며 뛰어나지 않은 모습을 보인 것이다. 하지만 강광배는 그의 가능성을 놓치지 않았고, 일단 윤성빈을 상비군에 넣었다. 그렇게 윤성빈은 신림고등학교 3학년이던 2012년 스켈레톤에 입문했다. 이어 한국체육대학교에 입학하게 된다.

### 스켈레톤 입문 이후
강광배 교수에게 집중적으로 훈련을 받으며 빠르게 스켈레톤을 몸에 익혔고, 입문 3개월 만인 2012년 9월에 대한민국 국가대표 선발전을 통과했다. 국가대표가 된 윤성빈은 주니어 신분이던 2014-15시즌 월드컵 2차 대회부터 3위를 차지하며 세계 스켈레톤계에 등장했다. 월드컵 5차 대회에서 은메달을 목에 걸었다. 2014년 처음으로 출전한 올림픽인 2014년 동계 올림픽에서는 16위에 그쳤지만, 성인이 된 2015-16 시즌에 '스켈레톤계의 우사인 볼트'로 불리던 마르틴스 두쿠르스도 한 차례 넘었다. 2016년 세계 선수권 대회에 참가해 은메달을 획득하여 대한민국 선수로는 최초로 세계 선수권 대회 스켈레톤 메달을 획득했다. 2016년 2월 6일 썰매 종목이 탄생한 스위스 생모리츠에서 펼쳐진 월드컵 7차 대회에서 첫 금메달을 목에 건다.
하지만 2016-17 시즌에는 좀처럼 마르틴스 두쿠르스와의 간극을 좁히지 못했다. 이후 추진력을 얻기 위해 몸무게를 75kg에서 90kg까지 늘리고, 2017년 9월에 보통 훈련량의 2배가 넘는 8차례 주행 훈련을 소화하며 기량을 키웠다. 결국 윤성빈은 올림픽 시즌인 2017-18시즌 드디어 1위 타이틀을 거머쥐는데 성공하였다. 6차례 월드컵에서 4차례나 시상대 맨 꼭대기에 섰다. 2018년 동계 올림픽에서 압도적인 1위로 금메달을 획득하는 쾌거를 이룩하였다.
2018년 1월 기준으로 지난 시즌까지 8회 연속 랭킹 1위를 지키며 10년 간 스켈레톤의 황제로 군림해 온 라트비아의 마르틴스 두쿠르스를 넘어서 세계랭킹 1위를 유지하고 있다. 2017년 11월 10일 월드컵 1차 대회에서 은메달을 차지한 윤성빈은 2, 3, 4차 대회에서 3회 연속 금메달을 획득했다. 아시아 선수의 월드컵 3회 연속 우승은 윤성빈이 처음이다. 지난 7차례 스켈레톤 월드컵에서 윤성빈이 금메달 5개, 은메달 2개를 획득해  금메달 2개 은메달 3개를 획득한 마르틴스 두쿠르스를 압도하였다.
윤성빈은 폭발적인 스타트가 강점이다. 그의 올 시즌 스타트 최고 기록은 '4초 50'으로 마르틴스 두쿠르스의 '4초 56'보다 빠르다. 2018년 동계 올림픽의 썰매 경기장인 알펜시아 올림픽 슬라이딩 센터를 활용해 훈련이 가능했다. 2018년 동계 올림픽에서 트랙 신기록, 스켈레톤 1위를 기록하며 금메달을 획득했다. 이에 따라 윤성빈은 병역 특례도 받게 됐다.

## 방송 출연

### 텔레비전 프로그램
| 연도 | 방송사 | 제목                               | 역할     | 날짜              | 비고                                       |
| ---- | ------ | ---------------------------------- | -------- | ----------------- | ------------------------------------------ |
| 2018 | KBS1   | KBS 9시 뉴스 - 초대석              | 게스트   | 2월 16일          |                                            |
| 2018 | SBS    | 일요일이 좋다 - 런닝맨             | 게스트   | 4월 1일~4월 8일   | 394~395회, 사라진 스티커/숨은 코치 찾기 편 |
| 2020 | JTBC   | 뭉쳐야 찬다                        | 게스트   | 4월 26일          | 43회 용병선수로 출연                       |
| 2021 | JTBC   | 뭉쳐야 쏜다                        | 게스트   | 5월 30일          | 17회 용병선수로 출연                       |
| 2022 | TV조선 | 골프왕 시즌4                       | 고정출연 | 10월 16일 ~       |                                            |
| 2023 | MBC    | 구해줘! 홈즈                       | 게스트   | 3월 19일          |                                            |
| 2023 | JTBC   | 아는형님                           | 게스트   | 3월 25일          |                                            |
| 2023 | JTBC   | 패키지 말고 배낭여행 - 뭉뜬 리턴즈 | 게스트   | 5월 9일 ~5월 30일 | 9회 ~ 12회                                 |
| 2023 | SBS    | 런닝맨                             | 게스트   | 7월 2일           | 661회, 나이야가라 특집                     |
| 2023 | tvN    | 내가 뭐라고                        | 고정출연 | 11월 27일~        |                                            |
| 2024 | MBC    | 라디오스타                         | 게스트   | 5월 1일           |                                            |

## 광고 모델
| 연도 | 기업명      | 제품명                                              | 품목       | 공동 출연 |
| ---- | ----------- | --------------------------------------------------- | ---------- | --------- |
| 2017 | SK텔레콤    | 연아와 함께 2018 평창 응원하기 캠페인 '스켈레톤' 편 | 통신사     | 김연아    |
| 2018 | SK텔레콤    | THIS IS 5G                                          | 통신사     | 김연아    |
| 2018 | LG전자      | LG V30S ThinQ '인공지능사진관' 편                   | 휴대폰     |           |
| 2018 | KB 금융그룹 | KB국민은행 매직카                                   | 자동차대출 |           |

## 메달 기록
| #  | 시즌    | 대회                   | 메달 |
| -- | ------- | ---------------------- | ---- |
| 1  | 2013-14 | IBSF 아메리카컵 3차    | 동   |
| 2  | 2013-14 | IBSF 아메리카컵 4차    | 동   |
| 3  | 2013-14 | IBSF 아메리카컵 5차    | 은   |
| 4  | 2013-14 | IBSF 대륙간컵 1차      | 은   |
| 5  | 2013-14 | IBSF 대륙간컵 2차      | 은   |
| 6  | 2013-14 | IBSF 대륙간컵 6차      | 금   |
| 7  | 2013-14 | IBSF 대륙간컵 7차      | 은   |
| 8  | 2013-14 | IBSF 대륙간컵 8차      | 은   |
| 9  | 2014-15 | IBSF 월드컵 2차        | 동   |
| 10 | 2014-15 | IBSF 월드컵 5차        | 은   |
| 11 | 2014-15 | IBSF 월드컵 8차        | 동   |
| 12 | 2015-16 | IBSF 월드컵 3차        | 동   |
| 13 | 2015-16 | IBSF 월드컵 4차        | 은   |
| 14 | 2015-16 | IBSF 월드컵 5차        | 은   |
| 15 | 2015-16 | IBSF 월드컵 6차        | 동   |
| 16 | 2015-16 | IBSF 월드컵 7차        | 금   |
| 17 | 2015-16 | IBSF 월드컵 8차        | 은   |
| 18 | 2016    | IBSF 세계선수권대회    | 은   |
| 19 | 2016-17 | IBSF 월드컵 1차        | 금   |
| 20 | 2016-17 | IBSF 월드컵 2차        | 동   |
| 21 | 2016-17 | IBSF 월드컵 5차        | 은   |
| 22 | 2016-17 | IBSF 월드컵 6차        | 은   |
| 23 | 2016-17 | IBSF 월드컵 7차        | 동   |
| 24 | 2016-17 | IBSF 월드컵 8차        | 은   |
| 25 | 2017-18 | IBSF 월드컵 1차        | 은   |
| 26 | 2017-18 | IBSF 월드컵 2차        | 금   |
| 27 | 2017-18 | IBSF 월드컵 3차        | 금   |
| 28 | 2017-18 | IBSF 월드컵 4차        | 금   |
| 29 | 2017-18 | IBSF 월드컵 5차        | 은   |
| 30 | 2017-18 | IBSF 월드컵 6차        | 금   |
| 31 | 2017-18 | IBSF 월드컵 7차        | 금   |
| 32 | 2018    | 제23회 평창 동계올림픽 | 금   |

## 수상 목록
| 연도 | 상                             | 결과 | 출처  |
| ---- | ------------------------------ | ---- | ----- |
| 2018 | 코카콜라 체육대상 최우수선수상 | 수상 | [ 8 ] |